# Tamsweg
Tamsweg est une commune (Marktgemeinde) d’Autriche, chef-lieu du district de Tamsweg dans le Land de Salzbourg. La ville se trouve dans le Lungau, le bassin le plus ensoleillé de l'Autriche. Elle est située à 1 024 m au-dessus de la mer. Grâce à sa hauteur et un climat continental et sec, Tamsweg est une région de repos appréciée par les touristes en été comme en hiver.
Mentionnée pour la première fois dans un document datant de 1160, la ville s'est épanouie pendant le XIVe siècle.
L'église de pèlerinage Saint Leonhard du XVe siècle à Tamsweg est un monument excellent de l'art médiéval. Elle compte parmi les églises de pèlerinage les plus importantes de l'Autriche et attire chaque année beaucoup de pèlerins du monde entier.
Tamsweg n'est pas seulement le centre de commerce de la région, mais la ville offre également des événements traditionnels : le jour de la Fête-Dieu, puis le dimanche suivant, le géant « Samson » (six mètres de haut) traverse par la cité.
La skieuse alpine Autrichienne Ramona Siebenhofer (1991-), y est née.